# Kurt Ipekkaya
Kurt Onur İpekkaya (* 16. November 1995) ist ein Regisseur und ehemaliger deutscher Kinderdarsteller türkischer Abstammung.
Er spielte 2008 eine Hauptrolle als armenischer Junge Garnik in dem Film Meine Mutter, mein Bruder und ich!, der von der Filmbewertungsstelle Wiesbaden mit dem Prädikat „besonders wertvoll“ eingestuft wurde.
Außerdem spielte er 2014 eine Nebenrolle in der Episode Bon Voyage der von Sat.1 ausgestrahlten Scripted-Reality-Sendung Schicksale – und plötzlich ist alles anders.

## Filmografie
- 2008: Meine Mutter, mein Bruder und ich! (Regie: Nuran Calis)